# Томи Робредо
Томи Робредо Гарсес (шп. Tommy Robredo Garcés; рођен 1. маја 1982. у Осталрику, Ђирони) бивши је тенисер из Шпаније. Добио је име по рок опери групе Ху (енгл. The Who), јер је његов отац велики фан ове групе. Његов најбољи пласман у каријери било је 5. место на АТП листи 28. августа 2006.
Почео је професионално да се бави тенисом 1998. године. Његов тренер је био Хосе Мануел „Пепо“ Клавет, који је био тренер и Фернанду Вердаску. Томи сматра да је његов најбољи ударац форхенд, а омиљена подлога му је црвена шљака.

## Тениска каријера
Робредо је почео да тренира тенис када је имао 5 година. Тренирао га је отац до 1996. године када је постао члан Шпанске тениске федерације у центру d'Alt Rendiment ("Центар високог учинка").

### 2000.
2000. Робредо је дошао до јуниорског финала Роланд Гароса и у појединачној конкуренцији и у паровима. У појединачној конкуренцији је изгубио од Пол-Анри Матјеа, али у конкуренцији парова је победио са Лопезом. Такође је освојио титулу на јуниорском Отвореном првенству Аустралије у конкуренцији парова са Николом Маијем. Исте године је освојио два челинџер турнира, играо финале трећег и освојио титулу у паровима, са Американцем Мајклом Раселом, на четвртом.

### 2001.
Година 2001. била је сезона пробоја за Робреда: дошао је до свог првог АТП финала у Казабланци и освојио своју прву титулу на турниру у Сопоту. Стигао је до четвртог кола на два гренд слема; изгубио је од Јевгенија Кафељникова на Ролан Гаросу, и добио је меч против тада петог тенисера света Хуана Карлоса Ферера на Отвореном првенству САД након чега је изгубио од Ендија Родика. Робредо је такође дошао до полуфинала још три турнира и завршио сезону као други најмлађи тенисер међу првих 30, иза Ендија Родика.

### 2002.
За разлику од претходне године, 2002. Робредо није успео да стигне до четврте рунде гренд слема. Ипак, дошао је до свог првог четвртфинала мастерс серије, на мастерсу у Риму, а убрзо затим и до свог првог полуфинала мастерс серије на мастерсу у Хамбургу. Полуфинала на још три турнира (у Хертогенбосу, Баштаду и Стокхолму) и четвртфинале у Штутгарту помогли су Робреду да још једну сезону заврши ранкиран међу 30 најбољих тенисера света. Ове сезоне је Робредо прешао бројку од три милиона долара зараде од турнира и дебитовао је у Дејвис куп репрезентацији Шпаније против САД.

### 2003.
2003. године Робредо још једном доспева до четвртфинала Роланд Гароса. На путу до четвртфинала, Робредо је у пет сетова победио тадашњег првог тенисера света, Лејтона Хјуита, и троструког шампиона Густава Киртена. У четвртфиналу је играо још један меч од пет сетова, у којем га је поразио бранилац титуле Алберт Коста. Пре меча са Костом Робредо је изјавио: "Победио сам аса, победио сам краља", мислећи на победе над Хјуитом и Куертеном. "Сада треба да победим жандара, зар не? Ако победим Косту, победио сам цели шпил карата." Иако није доспео до четвртфинала ниједног мастерса у сезони, добри резултати на осталим турнирима омогућили су Робреду да се први пут у својој каријери нађе међу 20 најбољих тенисера. Сезону је завршио на 21. месту.

### 2004.
Ове године Дејвис куп репрезентација Шпаније, коју су сачињавали Томи Робредо, Рафаел Надал, Карлос Моја и Хуан Карлос Фереро осваја Дејвис куп. Исте године Робредо је освојио и престижни турнир у Барселони савладавши у финалу Аргентинца Гастона Гаудија резултатом 6:3, 4:6, 6:3, 3:6, 6:3. Меч је трајао три часа и 46 минута. Сезону је први завршио међу првих 20.

### 2005.
Најбољи резултат у сезони му је финале турнира у Есторилу у априлу. Такође је стигао до полуфинала турнира у Дубаију у фебруару и до четвртфинала на Ролан Гаросу, другог у каријери (први пут је било 2003. године). Дошао је и до четвртог кола на Отвореном првенству САД другу годину за редом, које је изгубио од Џејмса Блејка. Завршава сезону међу првих 20 тенисера другу годину за редом, као четврти најбоље рангирани шпански тенисер (остали су Надал (2), Ферер (15), Фереро (18)).

### 2006.
Ова сезона била је најбоља до сад за Робреда. Освојио је своју прву (и за сада једину) титулу на турнирима мастерс серије - у Хамбургу. савладавши Радека Штјепанека у финалу, и дошао до 7. места на АТП листи. Затим је у финалу турнира у Баштаду победио Давиденка и освојио другу титулу у сезони. 2006. Робредо је доспео до четврте рунде свих гренд слемова, осим Вимблдона, до финала турнира у Барселони, три полуфинала (укључујући два на турнирима мастерс серије - у Синсинатију и Паризу), и три четвртфинала (укључујући и четвртфинале на мастерсу у Монте Карлу. Након што је кратко био на највишој позицији у својој каријери - петом месту, квалификовао се за тенис мастерс куп, на којем није стигао даље од групне фазе.

### 2007.
Први пут у каријери Робредо долази до четврфинала на Отвореном првенству Аустралије, у којем губи од првог тенисера света Роџера Федерера. Изгубио је још једно финале од Федерера, на Роланд Гаросу. Те године је освојио и своју прву титулу у сезони, на турниру у Сопоту, победивши у финалу Хосеа Акасуса. Сезона је била успешна за Робреда на тврдој подлози. Играо је три финала на тврдој подлози: у Окланду, Пекингу и Мецу, у којем је освојио другу титулу у сезони, победивши Ендија Марија у финалу. Сезону је завршио на 10. месту.

### 2008.
Сезона је била лоша за Робреда, на већини турнира губио је у раној фази такмичења. Ипак је освојио једну титулу, у Баштаду, победивши у финалу Томаша Бердиха. Ове сезоне Робредо је имао успеха у паровима, заједно са земљаком Рафаелом Надалом освојио је титулу на мастерсу у Монте Карлу. Сезону је завршио на 21. месту.

### 2009.
Робредо је почео сезону у Сиднеју, где је изгубио од Марија Анчића 6:2, 6:1. На Отвореном првенству Аустралије био је постављен за 21. носиоца. Стигао је до четвртог кола, где га је поразио Енди Родик у три сета: 7:5, 6:1, 6:3. Освојио је титулу и појединачно и у паровима на турниру у Коста Де Саипе у Бразилу на шљаци. Наредне седмице освојио је титулу у Буенос Ајресу, у Аргентини. У мају је дошао до четвртфинала Роланд Гароса, које је изгубио у три сета од дел Потра, 6:3, 6:4, 6:2. Робредо је стигао до трећег кола Вимблдона, на којем је био 15. носилац. На Отвореном првенству Шведске био је бранилац титуле и први носилац. У полуфиналу га је поразио Хуан Монако 6:0, 6:2. Затим је на три турнира за редом поражен у другом колу. На мастерсу у Синсинатију је изгубио већ у првом колу. Упркос лошим резултатима на последњих пет турнира (у којима му је однос победа 1:5) нашао је форму и стигао до 4. кола на Отвореном првенству САД, победивши Доналда Јанга, Гиљерма Гарсију Лопеза и Џејмса Блејка.
На свом првом турниру након Отвореног првенства САД, на Отвореном првенству Кине изгубио је у другом колу од Робина Седерлинга 3:6, 3:6. Затим је учествовао на мастерсу у Шангају, где је стигао до трећег кола у коме га је поразио Рафаел Надал, 1:6, 4:6.

## Финала АТП мастерс 1000 серије

### Појединачно: 1 (1:0)
| Исход    | Бр. | Година | Турнир  | Подлога | Противник       | Резултат      |
| -------- | --- | ------ | ------- | ------- | --------------- | ------------- |
| Победник | 1.  | 2006.  | Хамбург | Шљака   | Радек Штјепанек | 6:1, 6:3, 6:3 |

### Парови: 2 (1:1)
| Исход     | Бр. | Година | Турнир      | Подлога   | Партнер          | Противници                   | Резултат |
| --------- | --- | ------ | ----------- | --------- | ---------------- | ---------------------------- | -------- |
| Победник  | 1.  | 2008.  | Монте Карло | Шљака     | Рафаел Надал     | Махеш Бупати Марк Ноулс      | 6:3, 6:3 |
| Финалиста | 1.  | 2009.  | Париз       | Тврда (д) | Марсел Гранољерс | Данијел Нестор Ненад Зимоњић | 3:6, 4:6 |

## АТП финала

### Појединачно: 23 (12:11)
| Легенда                        |
| ------------------------------ |
| Гренд слем турнири (0:0)       |
| Завршно првенство сезоне (0:0) |
| АТП мастерс 1000 (1:0)         |
| АТП 500 (1:3)                  |
| АТП 250 (10:8)                 |

| Финала по подлози |
| ----------------- |
| Тврда (1:4)       |
| Шљака (11:7)      |
| Трава (0:0)       |

| Финала по локацији |
| ------------------ |
| Отворено (11:10)   |
| Дворана (1:1)      |

| Исход     | Бр. | Датум               | Турнир                  | Подлога   | Противник         | Резултат                 |
| --------- | --- | ------------------- | ----------------------- | --------- | ----------------- | ------------------------ |
| Финалиста | 1.  | 15. април 2001.     | Казабланка, Мароко      | Шљака     | Гиљермо Кањас     | 5:7, 2:6                 |
| Победник  | 1.  | 29. јул 2001.       | Сопот, Пољска           | Шљака     | Алберт Портас     | 1:6, 7:5, 7:6(7:2)       |
| Финалиста | 2.  | 20. јул 2003.       | Штутгарт, Немачка       | Шљака     | Гиљермо Корија    | 2:6, 2:6, 1:6            |
| Победник  | 2.  | 2. мај 2004.        | Барселона, Шпанија      | Шљака     | Гастон Гаудио     | 6:3, 4:6, 6:2, 3:6, 6:3  |
| Финалиста | 3.  | 1. мај 2005.        | Есторил, Португал       | Шљака     | Гастон Гаудио     | 1:6, 6:2, 1:6            |
| Финалиста | 4.  | 30. април 2006.     | Барселона, Шпанија      | Шљака     | Рафаел Надал      | 4:6, 4:6, 0:6            |
| Победник  | 3.  | 21. мај 2006.       | Хамбург, Немачка        | Шљака     | Радек Штјепанек   | 6:1, 6:3, 6:3            |
| Победник  | 4.  | 16. јул 2006.       | Бостад, Шведска         | Шљака     | Николај Давиденко | 6:2, 6:1                 |
| Финалиста | 5.  | 13. јануар 2007.    | Окланд, Нови Зеланд     | Тврда     | Давид Ферер       | 4:6, 2:6                 |
| Победник  | 5.  | 5. август 2007.     | Сопот, Пољска (2)       | Шљака     | Хосе Акасусо      | 7:5, 6:0                 |
| Финалиста | 6.  | 16. септембар 2007. | Пекинг, Кина            | Тврда     | Фернандо Гонзалез | 1:6, 6:3, 1:6            |
| Победник  | 6.  | 7. октобар 2007.    | Мец, Француска          | Тврда (д) | Енди Мари         | 0:6, 6:2, 6:3            |
| Финалиста | 7.  | 15. јун 2008.       | Варшава, Пољска         | Шљака     | Николај Давиденко | 3:6, 3:6                 |
| Победник  | 7.  | 13. јул 2008.       | Бостад, Шведска (2)     | Шљака     | Томаш Бердих      | 6:4, 6:1                 |
| Победник  | 8.  | 15. фебруар 2009.   | Коста до Саипе, Бразил  | Шљака     | Томаз Белучи      | 6:3, 3:6, 6:4            |
| Победник  | 9.  | 22. фебруар 2009.   | Буенос Ајрес, Аргентина | Шљака     | Хуан Монако       | 7:5, 2:6, 7:6(7:5)       |
| Победник  | 10. | 6. фебруар 2011.    | Сантјаго, Чиле          | Шљака     | Сантијаго Хиралдо | 6:2, 2:6, 7:6(7:5)       |
| Победник  | 11. | 14. април 2013.     | Казабланка, Мароко      | Шљака     | Кевин Андерсон    | 7:6(8:6), 4:6, 6:3       |
| Победник  | 12. | 28. јул 2013.       | Умаг, Хрватска          | Шљака     | Фабио Фоњини      | 6:0, 6:3                 |
| Финалиста | 8.  | 27. јул 2014.       | Умаг, Хрватска          | Шљака     | Пабло Куевас      | 3:6, 4:6                 |
| Финалиста | 9.  | 28. септембар 2014. | Шенџен, Кина            | Тврда     | Енди Мари         | 7:5, 6:7(9:11), 1:6      |
| Финалиста | 10. | 26. октобар 2014.   | Валенсија, Шпанија      | Тврда (д) | Енди Мари         | 6:3, 6:7(7:9), 6:7(8:10) |
| Финалиста | 11. | 26. јул 2015.       | Бостад, Шведска         | Шљака     | Беноа Пер         | 6:7(7:9), 3:6            |

### Парови: 11 (5:6)
| Легенда                        |
| ------------------------------ |
| Гренд слем турнири (0:0)       |
| Завршно првенство сезоне (0:0) |
| АТП мастерс 1000 (1:1)         |
| АТП 500 (0:3)                  |
| АТП 250 (4:2)                  |

| Финала по подлози |
| ----------------- |
| Тврда (3:2)       |
| Шљака (2:4)       |
| Трава (0:0)       |

| Финала по локацији |
| ------------------ |
| Отворено (5:4)     |
| Дворана (0:2)      |

| Исход     | Бр. | Датум              | Турнир                 | Подлога   | Партнер           | Противници                      | Резултат           |
| --------- | --- | ------------------ | ---------------------- | --------- | ----------------- | ------------------------------- | ------------------ |
| Финалиста | 1.  | 29. април 2001.    | Барселона, Шпанија     | Шљака     | Фернандо Висенте  | Доналд Џонсон Џеред Палмер      | 6:7(2:7), 4:6      |
| Победник  | 1.  | 11. јануар 2004.   | Ченај, Индија          | Тврда     | Рафаел Надал      | Јонатан Ерлих Анди Рам          | 7:6(7:3), 4:6, 6:3 |
| Финалиста | 2.  | 30. април 2005.    | Есторил, Португал      | Шљака     | Хуан Игнасио Чела | Франтишек Чермак Леош Фридл     | 3:6, 4:6           |
| Финалиста | 3.  | 24. јул 2005.      | Штутгарт, Немачка      | Шљака     | Маријано Ход      | Хосе Акасусо Себастијан Пријето | 6:7(4:7), 3:6      |
| Победник  | 2.  | 27. април 2008.    | Монте Карло, Монако    | Шљака     | Рафаел Надал      | Махеш Бупати Марк Ноулс         | 6:3, 6:3           |
| Победник  | 3.  | 15. фебруар 2009.  | Коста до Саипе, Бразил | Шљака     | Марсел Гранољерс  | Лукас Арнолд Кер Хуан Монако    | 6:4, 7:5           |
| Финалиста | 4.  | 8. новембар 2009.  | Валенсија, Шпанија     | Тврда (д) | Марсел Гранољерс  | Франтишек Чермак Михал Мертинак | 4:6, 3:6           |
| Финалиста | 5.  | 15. новембар 2009. | Париз, Француска       | Тврда (д) | Марсел Гранољерс  | Данијел Нестор Ненад Зимоњић    | 3:6, 4:6           |
| Победник  | 4.  | 15. јануар 2011.   | Окланд, Нови Зеланд    | Тврда     | Марсел Гранољерс  | Јохан Брунстрем Стивен Хас      | 6:4, 7:6(8:6)      |
| Победник  | 5.  | 6. јануар 2013.    | Бризбејн, Аустралија   | Тврда     | Марсело Мело      | Ерик Буторак Пол Хенли          | 4:6, 6:1, [10:5]   |
| Финалиста | 6.  | 7. мај 2017.       | Есторил, Португал      | Шљака     | Давид Мареро      | Рајан Харисон Мајкл Винус       | 5:7, 2:6           |

## Остала финала

### Тимска такмичења: 6 (5:1)
| Исход     | Бр. | Датум                 | Турнир                               | Подлога   | Партнери                                                        | Противници                                                    | Резултат | Извор  |
| --------- | --- | --------------------- | ------------------------------------ | --------- | --------------------------------------------------------------- | ------------------------------------------------------------- | -------- | ------ |
| Победник  | 1.  | 5. јануар 2002.       | Хопман куп, Перт, Аустралија         | Тврда (д) | Аранча Санчез Викарио                                           | Моника Селеш Жан-Мишел Гамбил                                 | 2:1      | [ 7 ]  |
| Победник  | 2.  | 3–5. децембар 2004.   | Дејвис куп, Севиља, Шпанија          | Шљака (д) | Хуан Карлос Фереро Карлос Моја Рафаел Надал                     | Енди Родик Марди Фиш Боб Брајан Мајк Брајан                   | 3:2      | [ 8 ]  |
| Финалиста | 1.  | 5. јануар 2007.       | Хопман куп, Перт, Аустралија         | Тврда (д) | Анабел М. Гаригес                                               | Нађа Петрова Дмитриј Турсунов                                 | 0:2      | [ 9 ]  |
| Победник  | 3.  | 21–23. новембар 2008. | Дејвис куп, Мар дел Плата, Аргентина | Тврда (д) | Давид Ферер Фернандо Вердаско Фелисијано Лопез Марсел Гранољерс | Х. М. дел Потро Давид Налбандијан Хосе Акасусо Агустин Каљери | 3:11     | [ 10 ] |
| Победник  | 4.  | 4–6. децембар 2009.   | Дејвис куп, Барселона, Шпанија       | Шљака (д) | Рафаел Надал Фернандо Вердаско Давид Ферер Фелисијано Лопез     | Радек Штјепанек Томаш Бердих Јан Хајек Лукаш Длухи            | 5:02     | [ 11 ] |
| Победник  | 5.  | 9. јануар 2010.       | Хопман куп, Перт, Аустралија         | Тврда (д) | М. Х. Мартинез Санчез                                           | Лора Робсон Енди Мари                                         | 2:1      | [ 12 ] |

1 2008. наступио је само у првом колу Дејвис купа

2 2009. наступио је у првом колу, четвртфиналу и полуфиналу Дејвис купа

## Учинак на турнирима у појединачној конкуренцији
| Легенда | Легенда                                    | Легенда | Легенда                          |
| ------- | ------------------------------------------ | ------- | -------------------------------- |
| О/И     | однос освајања турнира и играња на турниру | Поб–пор | однос побједа и пораза           |
| НО      | турнир није одржан те године               | Н       | није учествовао на турниру       |
| КВ      | изгубио у квалификацијама                  | 1К      | изгубио у првом колу             |
| 2К      | изгубио у другом колу                      | 3К      | изгубио у трећем колу            |
| 4К      | изгубио у четвртом колу                    | ГФ      | изгубио у групној фази такмичења |
| ЧФ      | изгубио у четвртфиналу                     | ПФ      | изгубио у полуфиналу             |
| Ф       | изгубио у финалу                           | П       | освојио турнир                   |

| Турнир                   | 1999.                | 2000.                | 2001.                | 2002.                | 2003.                | 2004.                | 2005.                | 2006.           | 2007.           | 2008.                | 2009.                | 2010.                | 2011.                | 2012.                | 2013.                | 2014.                | 2015.                | 2016.                | 2017.                | 2018.                | 2019.                | 2020.                | О/И          | Поб:пор      | %            |
| ------------------------ | -------------------- | -------------------- | -------------------- | -------------------- | -------------------- | -------------------- | -------------------- | --------------- | --------------- | -------------------- | -------------------- | -------------------- | -------------------- | -------------------- | -------------------- | -------------------- | -------------------- | -------------------- | -------------------- | -------------------- | -------------------- | -------------------- | ------------ | ------------ | ------------ |
| Гренд слем турнири       |                      |                      |                      |                      |                      |                      |                      |                 |                 |                      |                      |                      |                      |                      |                      |                      |                      |                      |                      |                      |                      |                      |              |              |              |
| ОП Аустралије            | Н                    | КВ2                  | 1K                   | 2K                   | 1K                   | 1K                   | 3K                   | 4K              | ЧФ              | 2K                   | 4K                   | 1K                   | 4K                   | Н                    | 1K                   | 4K                   | 1K                   | 2K                   | Н                    | Н                    | КВ1                  | Н                    | 0 / 15       | 21:15        | 58%          |
| Ролан Гарос              | Н                    | КВ2                  | 4K                   | 3K                   | ЧФ                   | 4K                   | ЧФ                   | 4K              | ЧФ              | 3K                   | ЧФ                   | 1К                   | Н                    | Н                    | ЧФ                   | 3K                   | 2K                   | Н                    | 2K                   | КВ1                  | КВ1                  | КВ2                  | 0 / 14       | 37:14        | 73%          |
| Вимблдон                 | Н                    | Н                    | 2К                   | 1К                   | 3К                   | 2К                   | 1К                   | 2К              | 2К              | 2К                   | 3К                   | 1К                   | 1К                   | Н                    | 3К                   | 4К                   | 1К                   | Н                    | Н                    | Н                    | Н                    | НО                   | 0 / 14       | 14:14        | 50%          |
| ОП САД                   | Н                    | КВ1                  | 4К                   | 3К                   | 1К                   | 4К                   | 4К                   | 4К              | 3К              | 4К                   | 4К                   | 4К                   | Н                    | 2К                   | ЧФ                   | 4К                   | 3К                   | Н                    | Н                    | 1К                   | КВ2                  | Н                    | 0 / 15       | 35:15        | 70%          |
| Поб:пор на г. с.         | 0:0                  | 0:0                  | 7:4                  | 5:4                  | 6:4                  | 7:4                  | 9:4                  | 10:4            | 11:4            | 7:4                  | 12:4                 | 3:4                  | 3:2                  | 1:1                  | 10:4                 | 11:4                 | 3:4                  | 1:1                  | 1:1                  | 0:1                  | 0:0                  | 0:0                  | 0 / 58       | 107:58       | 65%          |
| Завршно првенство сезоне |                      |                      |                      |                      |                      |                      |                      |                 |                 |                      |                      |                      |                      |                      |                      |                      |                      |                      |                      |                      |                      |                      |              |              |              |
| Мастерс куп              | Није се квалификовао | Није се квалификовао | Није се квалификовао | Није се квалификовао | Није се квалификовао | Није се квалификовао | Није се квалификовао | ГФ              | Зам.            | Није се квалификовао | Није се квалификовао | Није се квалификовао | Није се квалификовао | Није се квалификовао | Није се квалификовао | Није се квалификовао | Није се квалификовао | Није се квалификовао | Није се квалификовао | Није се квалификовао | Није се квалификовао | Није се квалификовао | 0 / 1        | 1:2          | 33%          |
| Репрезентација           |                      |                      |                      |                      |                      |                      |                      |                 |                 |                      |                      |                      |                      |                      |                      |                      |                      |                      |                      |                      |                      |                      |              |              |              |
| Олимпијске игре          | НО                   | Н                    | НО                   | НО                   | НО                   | 3К                   | НО                   | НО              | НО              | 1К                   | НО                   | НО                   | НО                   | Н                    | НО                   | НО                   | НО                   | Н                    | НО                   | НО                   | НО                   | НО                   | 0 / 2        | 2:2          | 50%          |
| Екипно првенство         | Није учествовао      | Није учествовао      | Није учествовао      | Није учествовао      | Није учествовао      | Није учествовао      | ГФ                   | Није учествовао | Није учествовао | Није учествовао      | Није учествовао      | Није учествовао      | Није учествовао      | Није учествовао      | НО                   | НО                   | НО                   | НО                   | НО                   | НО                   | НО                   | НО                   | 0 / 1        | 2:1          | 67%          |
| Хопман куп               | Није учествовао      | Није учествовао      | Није учествовао      | П                    | ГФ                   | Није учествовао      | Није учествовао      | Није учествовао | Ф               | НУ                   | НУ                   | П                    | Није учествовао      | Није учествовао      | Није учествовао      | Није учествовао      | Није учествовао      | Није учествовао      | Није учествовао      | Није учествовао      | Није учествовао      | НО                   | 2 / 4        | 11:3         | 79%          |
| Дејвис куп               | Није учествовао      | Није учествовао      | Није учествовао      | ЧФ                   | Н                    | П                    | Н                    | 1К              | ЧФ              | П                    | П                    | ЧФ                   | Није учествовао      | Није учествовао      | Није учествовао      | Није учествовао      | Г1                   | Није учествовао      | Није учествовао      | Није учествовао      | Није учествовао      | НО                   | 3 / 7        | 6:8          | 43%          |
| Поб:пор                  | 0:0                  | 0:0                  | 0:0                  | 3:1                  | 2:1                  | 4:2                  | 2:1                  | 0:3             | 3:3             | 2:1                  | 0:1                  | 4:0                  | 0:0                  | 0:0                  | 0:0                  | 0:0                  | 1:1                  | 0:0                  | 0:0                  | 0:0                  | 0:0                  | 0:0                  | 5 / 14       | 21:14        | 60%          |
| АТП Мастерс 1000 серија  |                      |                      |                      |                      |                      |                      |                      |                 |                 |                      |                      |                      |                      |                      |                      |                      |                      |                      |                      |                      |                      |                      |              |              |              |
| Индијан Велс             | Н                    | Н                    | Н                    | 1К                   | 3К                   | 2К                   | 4К                   | 3К              | 2К              | 3К                   | 4К                   | ЧФ                   | ЧФ                   | Н                    | 1К                   | 3К                   | 4К                   | Н                    | 1К                   | Н                    | Н                    | НО                   | 0 / 14       | 17:13        | 57%          |
| Мајами                   | Н                    | Н                    | Н                    | 2К                   | 2К                   | 4К                   | 3К                   | 2К              | ЧФ              | 2К                   | 3К                   | 3К                   | Н                    | Н                    | Н                    | 4К                   | 2К                   | Н                    | 2К                   | Н                    | Н                    | НО                   | 0 / 12       | 12:11        | 52%          |
| Монте Карло              | Н                    | Н                    | Н                    | 1К                   | 3К                   | 1К                   | Н                    | ЧФ              | 3К              | 3К                   | 2К                   | 3К                   | 3К                   | Н                    | Н                    | 3К                   | 3К                   | Н                    | 1К                   | КВ1                  | Н                    | НО                   | 0 / 12       | 17:12        | 59%          |
| Мадрид                   | Није одржан          | Није одржан          | Није одржан          | 2К                   | 2К                   | ЧФ                   | 3К                   | 3К              | 2К              | 2К                   | 3К                   | Н                    | Н                    | Н                    | 2К                   | 1К                   | Н                    | Н                    | 1К                   | Н                    | Н                    | НО                   | 0 / 11       | 9:11         | 45%          |
| Рим                      | Н                    | Н                    | КВ1                  | ЧФ                   | 3К                   | 2К                   | 1К                   | 1К              | ЧФ              | ЧФ                   | 3К                   | Н                    | Н                    | Н                    | Н                    | 2К                   | Н                    | Н                    | Н                    | Н                    | Н                    | КВ2                  | 0 / 9        | 14:9         | 61%          |
| Канада                   | Н                    | Н                    | Н                    | 2К                   | 3К                   | 2К                   | 3К                   | 2К              | 2К              | 2К                   | 2К                   | 2К                   | Н                    | Н                    | Н                    | 3К                   | 2К                   | Н                    | Н                    | Н                    | Н                    | НО                   | 0 / 11       | 13:11        | 54%          |
| Синсинати                | Н                    | Н                    | Н                    | 3К                   | 1К                   | ПФ                   | 2К                   | ПФ              | 2К              | 2К                   | 1К                   | 1К                   | Н                    | Н                    | 3К                   | ЧФ                   | 3К                   | Н                    | Н                    | Н                    | Н                    | Н                    | 0 / 12       | 19:12        | 61%          |
| Шангај                   | С9                   | НМС                  | НМС                  | НМС                  | НМС                  | НМС                  | НМС                  | НМС             | НМС             | НМС                  | 3К                   | 2К                   | 2К                   | 2К                   | 2К                   | 1К                   | 1К                   | Н                    | Н                    | Н                    | Н                    | НО                   | 0 / 7        | 6:7          | 46%          |
| Париз                    | Н                    | Н                    | 1К                   | 2К                   | 3К                   | 2К                   | ЧФ                   | ПФ              | ЧФ              | 2К                   | 3К                   | Н                    | Н                    | Н                    | Н                    | 2К                   | Н                    | Н                    | Н                    | Н                    | Н                    | Н                    | 0 / 10       | 12:10        | 55%          |
| Хамбург                  | Н                    | Н                    | КВ1                  | ПФ                   | 2К                   | 3К                   | 3К                   | П               | 2К              | 2К                   | НМС                  | НМС                  | НМС                  | НМС                  | НМС                  | НМС                  | НМС                  | НМС                  | НМС                  | НМС                  | НМС                  | НМС                  | 1 / 7        | 16:6         | 73%          |
| Штутгарт                 | Н                    | Н                    | 1К                   | НМС                  | НМС                  | НМС                  | НМС                  | НМС             | НМС             | НМС                  | НМС                  | НМС                  | НМС                  | НМС                  | НМС                  | НМС                  | НМС                  | НМС                  | НМС                  | НМС                  | НМС                  | НМС                  | 0 / 1        | 0:1          | 0%           |
| Поб:пор на м. т.         | 0:0                  | 0:0                  | 0:2                  | 13:9                 | 10:9                 | 12:9                 | 11:7                 | 19:8            | 8:9             | 11:9                 | 12:9                 | 8:6                  | 6:2                  | 1:1                  | 4:4                  | 12:9                 | 7:6                  | 0:0                  | 1:4                  | 0:0                  | 0:0                  | 0:0                  | 1 / 106      | 135:103      | 57%          |
| Пласман на крају године  | 244                  | 131                  | 30                   | 30                   | 21                   | 13                   | 19                   | 7               | 10              | 21                   | 16                   | 50                   | 51                   | 114                  | 18                   | 17                   | 42                   | 358                  | 164                  | 201                  | 205                  | 224                  | 13.405.710 $ | 13.405.710 $ | 13.405.710 $ |